# Australasian Championships 1913
Gli Australasian Championships 1913 (conosciuto oggi come Australian Open) sono stati la 9ª edizione degli Australasian Championships e quarta prova stagionale dello Slam per il 1913. Si è disputato tra il 11 e il 15 novembre 1913 sui campi in erba del Kitchener Park di Perth in Australia. 
Il singolare maschile è stato vinto dall'australiano Ernie Parker, che si è imposto sul neozelandese Harry Parker in quattro set. Nel doppio maschile si è imposta la coppia formata da Alf Hedeman e Ernie Parker. 
Non si sono giocati i tornei femminili e il doppio misto che saranno introdotti nel 1922.

## Risultati

### Singolare maschile
Ernie Parker ha battuto in finale  Harry Parker con il punteggio di 2–6, 6–1, 6–3, 6–2.

### Doppio maschile
Alf Hedeman /  Ernie Parker hanno battuto in finale  Harry Parker /  Ray Taylor con il punteggio di 8–6, 4–6, 6–4, 6–4.